# Coccinia sessilifolia
Coccinia sessilifolia ist eine Pflanzenart aus der Familie der Kürbisgewächse (Cucurbitaceae) aus dem südlichen Afrika.

## Beschreibung
Coccinia sessilifolia ist eine ausdauernde krautige Kletterpflanze mit bis zu 5 m langen Sprossachsen. Die Art bildet eine ausdauernde verholzende Hypocotylknolle aus. Der Stängel ist wachsig-blaugrün bereift und verholzt nicht. 
Die Laubblätter sind wechselständig, einfach und meist sitzend bis stängelumfassend. Die ersten Blätter des Austriebs haben jedoch noch einen kurzen Blattstiel und auch in Blättern älterer Pflanzen können in seltenen Fällen die Blätter einen kurzen Blattstiel besitzen. Die Blattspreite ist kahl, wachsig-blaugrün bereift, 1,5–12,5 × 2,2–13,5 cm groß, oft tief handförmig gelappt bis -teilt, selten nur schwach gelappt. Die stumpfen bis spitzen Lappen sind feiner oder gröber gezähnt bis gelappt. Coccinia sessilifolia hat einfache bis zweiteilige Ranken. An den Knoten stehen bis zu 1,7 mm lange „Probrakteen“, die oft frühzeitig abfallen.
Die Art ist zweihäusig getrenntgeschlechtig (diözisch). Die weiblichen Blüten stehen meist einzeln in den Blattachseln, männliche Blüten auch in wenigblütigen Trauben mit einzelnen Blüten an der Basis. Die Blüten sind fünfzählig mit doppelter Blütenhülle. Die schmalen Zipfel des Kelchs, am kleinen Blütenbecher (Kelch-Kronbecher), sind 4 bis 5 mm lang. Die zur Hälfte verwachsene und feinhaarige Blütenkrone ist 2 bis 3 cm lang und blassgelb bis cremefarben. Die drei Staubblätter der männlichen Blüte sind zu einer Säule mit einem kugeligen Antherenkopf verwachsen. In weiblichen Blüten sind es drei kleine sterile Staubblätter (Staminodien).
Der spindelförmige Fruchtknoten ist dreiteilig, unterständig und er besitzt zahlreiche Samenanlagen. Es gibt einen Griffel mit drei wulstigen Narben.
Die glatte Frucht ist eine fleischige, (scharlach-)rote und vielsamige Panzerbeere von 8 bis 12 cm Länge, 3 bis 4 cm Durchmesser und sie ist schmal-eiförmig bis ellipsoid. Die flachen, relativ glatten Samen haben eine Größe von 6–8 × 3–3,5 × 1–1,5 mm und sind etwa eiförmig.
Die Chromosomenzahl beträgt 2n = 24.

## Verbreitung
Die Art ist vor allem in den trockenen Gebieten des südlichen Afrikas verbreitet, außer den extremen Wüsten, Gebirgen, und der Kapregion. Sie kommt zwischen 300 und 1500 m Höhe in Südafrika, Namibia und Botswana vor.

## Nutzung
Unreife Früchte werden zum Teil in Asche gebacken und gegessen, reife Früchte sind zum Teil essbar, jedoch sind auch durch Cucurbitacine bitter schmeckende Früchte zu erwarten.

## Systematik und Evolution
Nach molekularen Analysen ist Coccinia sessilifolia anscheinend mit einigen anderen Arten des südlichen Afrikas, wie Coccinia hirtella, Coccinia mackenii und Coccinia quinqueloba verwandt. Einige Populationen von südafrikanischen Coccinien aus dem Westen der Provinz Limpopo, die langgestielte Blätter haben, sich jedoch anderweitig nicht von Coccinia sessilifolia unterscheiden, wurden einst als Coccinia variifolia A.Meeuse beschrieben. Holstein (2015) schlussfolgerte den großen Ähnlichkeiten und der engen Verwandtschaft in einer molekularen Analyse, dass diese Populationen besser als Varietät von Coccinia sessilifolia mit dem Namen  Coccinia sessilifolia var. variifolia (A. Meeuse) Holstein zu betrachten sind. Da lang gestielte Blätter in allen anderen der näheren evolutionären Verwandtschaft vorkommen, könnte Coccinia sessilifolia var. variifolia entweder ein Relikt von Vorfahren darstellen oder eine sekundäre Wiederetablierung eines alten Merkmals darstellen.